# Frédéric Champion
Frédéric Champion (Lyon, 1976) is een Frans organist, klavecinist, pianist en componist.

## Levensloop
Champion werd vroeg door de muziek aangetrokken en oefende zich als autodidact, vanaf zijn achtste eerst op piano en vervolgens op het orgel. In 1992 volgde hij pianolessen in de Muziekschool van Villefranche-sur-Sâone bij Nicole Menudet.
In 1994 ging hij lessen volgen bij Louis Robilliard in het Conservatorium van Lyon, vervolgens bij Michel Bouvard aan het Conservatorium van Parijs en ten slotte bij Jan Willem Jansen aan de Muziekhogeschool van Toulouse, bij wie hij ook klavecimbel studeerde. Aan het Conservatorium van deze stad studeerde hij ook pianoforte bij Yasuko Uyama Bouvard. Hij behaalde tevens een wetenschappelijk baccalaureaat in 1994 en een hoger diploma in 1997.
Hij nam deel aan heel wat internationale orgelwedstrijden die hem grotere bekendheid gaven, dankzij de prijzen die hij wegkaapte, zoals: 
- 1998: Derde prijs in het concours Xavier Darasse in Toulouse
- 2000: Tweede prijs in het internationaal orgelconcours in Brugge, in het kader van het Festival Musica Antiqua
- 2001: Eerste prijs in het Concours Gottfried Silbermann in Freiberg
- 2002: Tweede prijs in het Concours in Luzern
- 2002: Tweede prijs in het Concours kamermuziek FNAPEC,
- 2004: Eerste prijs in het Minoru Yoshida Concours van Tokio
- 2004: Laureaat van het Bach Concours in Leipzig
- 2008: Eerste prijs in de internationale orgelwedstrijd van Canada in Montreal (Canada).

Champion concerteert regelmatig als solist of met koor en orkest. Zijn concerten vonden onder meer plaats in Frankrijk (Kathedraal van Chartres, St-Eustachekerk in Parijs), in Duitsland (Frauenkirche in Dresden, St. Thomas in Leipzig), in Rusland, Portugal, Japan (Kawasaki Symphony Hall, Suntory Hall, in Tokio, Symphony Hall in Osaka). Sinds 2008 treedt hij veel op in Canada en de Verenigde Staten.
Hij treedt ook op als pianist en klavecinist, meestal met orkest, ensemble of kamermuziekgroep.
Champion improviseert graag, op elk van de drie klavierinstrumenten die hij bespeelt.
Hij werd docent orgel en piano aan de Muziekschool van Villefranche-sur-Saône en organist van de Notre-Dame de Fourvièrekerk in Lyon.

## Componist
Champion heeft werken voor orgel geschreven: voor orgel solo, met percussie, met koor.
Hij is ook actief in het transcriberen van orkestwerken naar orgelwerk. 

## Discografie
- Enkele opnamen door Champion